# Polyommatus violetae
Polyommatus violetae és una espècie de lepidòpter papilionoïdeu de la família dels licènids (Lycaenidae) endèmica de diverses serres Bètiques.

## Distribució
Endèmica de la península Ibèrica, es troba únicament en diverses serres dels Sistemes Bètics, en concret les serres d'Alcaraz, de Cazorla, del Segura, de la Sagra, de Moratalla, de Gádor, Nevada, d'Almijara i de Tejeda, a les províncies d'Albacete, Jaén, Múrcia, Almeria, Granada, Almeria i Màlaga.

## Descripció
Lleuger dimorfisme sexual. El mascle presenta l'anvers de color bru amb una gran àrea vellutada per la presència d'escates androconials que s'estenen per la base i la part central de l'ala anterior. La femella també presenta l'anvers de color bru, però sense l'àrea vellutada. Ambdós sexes tenen un punt negre a l'anvers de l'ala anterior i una sèrie de taques negres envoltades de taronja pàl·lid 
per la part interior prop del marge de l'ala posterior. Revers semblant en ambdós sexes, amb el color de fons cremós clar en els mascles i més fosc, de color marró torrat, en les femelles. L'ala anterior presenta una sèrie de grans punts negres vorejats de blanc a la part exterior i un altre punt negre aïllat més proper a la base. Ala posterior amb una sèrie de punts negres similars als de l'ala anterior, però més petits, i una franja blanca, que, segons l'individu, pot ser més o menys marcada o, fins i tot, pràcticament absent.

## Hàbitat
Ambients montans càlids amb abundància d'herba i flors. Rang altitudinal des dels 1200 m fins als 1750 m. L'eruga s'alimenta de diverses fabàcies del gènere Onobrychis, com ara O. viciifolia, O. peduncularis o O. argentea.

## Període de vol i hibernació
Vola en una generació entre finals de juny i principi d'agost. Hiberna com a eruga.

## Comportament
La femella pon els ous a les flors de la planta nutrícia i les erugues s'alimenten d'aquestes i de les seves fulles. Es tracta d'una espècie mirmecòfila, les erugues de la qual són ateses per Camponotus piceus i espècies del gènere Plagiolepis.

## Espècies ibèriques similars
- Polyommatus ripartii
- Polyommatus fabressei